# زوال عقل ناشی از مصرف الکل
زوال عقل مرتبط با مصرف الکل (به انگلیسی:Alcohol-Related Dementia؛ سرواژه: ARD) یا زوال عقل ناشی از الکل، نوعی زوال عقل است که در اثر مصرف (و یا در معرض قرار گرفتن) طولانی مدت و بیش از حد نوشیدنی‌های الکلی ایجاد می‌شود. نتیجه آن آسیب‌های عصبی و اختلال در عملکرد شناختی مغز است.

## واژه‌شناسی
زوال عقل مرتبط با الکل یک اصطلاح گسترده است که در حال حاضر در بین متخصصان پزشکی ترجیح داده می‌شود. اگر فردی به زوال عقل ناشی از الکل مبتلا باشد به این معنی است که به دلیل آسیبی که از نوشیدن مقدار زیادی الکل در طی سال‌های بسیار به مغز رسیده در انجام کارهای روزانه به مشکل می‌خورد. چنین افرادی در یادگیری، استفاده از حافظه و دیگر عملکردهای ذهنی مشکل دارند. در زبان انگلیسی بسیاری از متخصصان از واژه‌های «alcohol (or alcoholic) dementia» برای توصیف شکل خاصی از ARD استفاده می‌کنند که با اختلال در عملکرد اجرایی (برنامه‌ریزی، تفکر و قضاوت) مشخص می‌شود. شکل دیگری از ARD به عنوان «مغز مرطوب» یا «خیس» (نشانگان ورنیکه–کورساکوف) شناخته می‌شود که با از دست دادن حافظه کوتاه مدت و کمبود تیامین همراه است. بیماران مبتلا به ARD اغلب علائم هر دو شکل یعنی اختلال در توانایی برنامه‌ریزی، بی‌تفاوتی و از دست دادن حافظه را در خود نشان می‌دهند. ARD ممکن است با سایر اشکال زوال عقل (زوال عقل مختلط) نیز رخ دهد. تشخیص ARD به‌طور گسترده‌ای شناخته شده است، اما به دلیل فقدان معیارهای تشخیصی خاص به ندرت استفاده می‌شود.

## نشانه‌ها
زوال عقل ناشی از الکل به معنی ایجاد آسیب کلی به عملکرد مغز است و نشانه‌های گوناگونی دارد. در برخی افراد به شکل مهارگسیختگی، ناتوانی در تصمیم‌گیری و بی‌توجهی به نتیجهٔ کارهایی که انجام می‌دهند، بروز می‌کند؛ این وضعیت به دلیل آسیب به لوب پیشانی مغز است. در برخی دیگر الکل به بخش خاصی از مغز آسیب می‌زند که به آن «مغز خیس» یا «مغز مرطوب» گفته می‌شود. در این افراد در درجهٔ نخست حافظهٔ کوتاه مدت آسیب می‌بیند یا دچار تغییر می‌شود.
بیشتر افراد آمیخته‌ای از آسیب کلی و جزئی در مغز را تجربه می‌کنند. این افراد ممکن است در گفتار و مهارت‌های حرکتی مانند لباس پوشیدن دچار مشکل شوند. مصرف زیاد الکل می‌تواند به اعصاب پاها و دست‌ها نیز آسیب برساند و مشکلاتی مانند نوروپاتی محیطی را ایجاد کند. آسیب به مخچه که نقشی در کنترل تعادل بدن دارد نیز محتمل است.
مشکلات روانی مانند روان‌پریشی، افسردگی، اضطراب و تغییر شخصیت از جمله آسیب‌های روانی زوال عقل ناشی از الکل است.

## درمان
ARD با پرهیز از مصرف بیشتر الکل درمان می‌شود.

## موارد قابل توجه
گراهام کندی، هنرپیشه استرالیایی و «پادشاه کمدی» در زمان مرگش در سال ۲۰۰۵ میلادی به زوال عقل ناشی از الکل مبتلا شد.